# Upptäckarscout
Upptäckarscout är en åldersgrupp inom Scouterna. Upptäckarscouter är oftast 10-11 år gamla. Här börjar man lära sig lite mer praktiskt nyttiga saker, men man leker fortfarande mycket. Som upptäckarscout går man oftast ut på sin första hajk. Som upptäckarscout åker många på sitt första sommarläger.  
Som upptäckarscout kan man till exempel ta knivbeviset, ett märke som visar att man klarar att hantera sin kniv.